# Zeta Aquarii
Zeta Aquarii (ζ Aquarii, förkortat Zeta Aqr, ζ Aqr) som är stjärnans Bayerbeteckning, är en tripelstjärna belägen i den norra delen av stjärnbilden Vattumannen och den centrala stjärnan i asterismen ”vattenkrukan”. Den har en kombinerad skenbar magnitud på 3,65 och är synlig för blotta ögat där ljusföroreningar ej förekommer. Baserat på parallaxmätning inom Hipparcosuppdraget på ca 35,5 mas, beräknas den befinna sig på ett avstånd på ca 92 ljusår (ca 28 parsek) från solen. 
Dubbelstjärnan observerades av William Herschel 1779, men Christian Mayer listade en tidigare observation i sin första katalog över dubbelstjärnor 1784, så den verkliga upptäckaren är oklar.

## Nomenklatur
I stjärnkatalogen i Al Achsasi Al Mouakket-kalendern betecknades Zeta Aquarii med Achr al Achbiya ( أجر الأبانا - akhir al ahbiyah), som översattes till latin som Postrema Tabernaculorum, vilket betyder "slutet på hemmets (tältet) lycka". Stjärnan var, tillsammans med Gamma Aquarii (Sadachbia), Pi Aquarii (Seat) och Eta Aquarii (Hydria), Al Abiyah ( الأخبية ), "tältet".

## Egenskaper
Primärstjärnan Zeta Aquarii A är en gul till vit stjärna i huvudserien av spektralklass F3 V. Den har en massa som är ca 40 procent större än solens massa, en radie som är ca 3,6 gånger större än solens och utsänder från dess fotosfär ca 23 gånger mera energi än solen vid en effektiv temperatur av ca 6 700 K. 
De två stjärnorna har en omloppsperiod på ca 587 år med en excentricitet på 0,40. Omloppsbana lutar med 138,2° mot siktlinjen från jorden. Följeslagaren, Zeta Aquarii B, är en gulvit underjättestjärna av spektralklass F6 IV med en skenbar magnitud av +4,51. Att deras ljusstyrka är så lika gör paret lätt att mäta och upplösa.
Zeta Aquarii A betraktas i sig som en astrometrisk dubbelstjärna, eftersom den genomgår regelbundna störningar i dess omlopp. Den har en omloppsperiod på 26 år och har en följeslagare med en massan som är ca 60 procent av solens massa.